# Villa Jesús María
Villa Jesús María är en ort i Mexiko.   Den ligger i kommunen Ensenada och delstaten Baja California, i den västra delen av landet, 1 800 km nordväst om huvudstaden Mexico City. Villa Jesús María ligger 34 meter över havet och antalet invånare är 368.
Terrängen runt Villa Jesús María är platt, och sluttar brant västerut. Runt Villa Jesús María är det glesbefolkat, med 8 invånare per kvadratkilometer. Det finns inga andra samhällen i närheten. Omgivningarna runt Villa Jesús María är i huvudsak ett öppet busklandskap.